# Mniotype fratellum
Mniotype fratellum is een vlinder uit de familie uilen (Noctuidae). De wetenschappelijke naam is voor het eerst geldig gepubliceerd in 1965 door Pinker.
De soort komt voor in Europa.